# Карло Пяджа
Карло Пяджа (на италиански: Carlo Piaggia) е италиански пътешественик, ловец, колекционер, изследовател на Екваториална Африка.

## Ранни години (1827 – 1855)
Роден е на 4 януари 1827 година близо до Капанори, провинция Лука, Италия, в бедно семейство. Поради икономически трудности семейството му напуска Италия и се преселва в Тунис, а след това в Александрия, Египет.

## Изследователска дейност (1856 – 1876)

### Експедиция в Судан (1856 – 1857)
През 1856 – 1857 изследва река Бели Нил от Хартум до Гондокоро (Джуба). През следващата година започва работа при френския търговец Алфонс дьо Малзак и по негова заповед възглавява отряд ловци на слонове с база на река Бахр ел Джебел. Скоро обаче, ужасен от зверското отношение на ловците към местното население, напуска работното си място при Малзак. След като се връща в Италия подарява на естественоисторическия музей във Флоренция своите богати етнографски колекции.

### Експедиция с Орацио Антинори в Южен Судан (1859 – 1861)
През 1859 – 1861 участва в експедицията на Орацио Антинори в Южен Судан. В края на 1860 и първата половина на 1861 се изкачват по река Бахр ел Газал до езерото Рек и оттам тръгват на югозапад между реките Джур (дясна съставяща на Бахр ел Газал) и Тондж.

### Трета експедиция в Судан (1863 – 1870)
През 1863 се договаря с богат коптски търговец от Хартум за присъединяване към неговите кервани доставящи слонова кост от земите на народа ням-ням. В началото на ноември 1863 тръгва с търговски керван на юг и за две седмици достига до първото село на ням-мям, където намира радушен прием у местния вожд и прави селото база за своите по-нататъшни изследвания. Там Пяджа се разделя с търговците на слонова кост и продължава своите пътешествия самостоятелно ползвайки се от гостоприемството на този или онзи вожд.
До март 1865 изследва горното течение на река Джур (дясна съставяща на Бахр ел Газал), река Суе и района между нея и горното течение на река Тондж. На юг достига до горното течение на река Бвере (десен приток на Уеле). Пяджа правилно предполага, че тази река би трябвало да е приток на друга, течаща в същото направление, но много по-голяма река, за която го осведомяват неговите африкански придружители. Несъмнено става въпрос за река Уеле, която те наричат Бури или Бери. Опитът му да достигне до тази река не се осъществява заради избухналата по това време междуплеменна война, но Пяджа е първия европеец, който успява да проникне от басейна на Нил в басейна на Уеле, т.е. в басейна на Конго.
По-късно Пяджа описва своето изключително плодотворно пътешествие в книгата си „Dell arrivo fra i Niam-Niam e del soggiorno sul lage Tzana“ (в превод „За посещението при ням-ням и пребиваването на езерото Цана“), публикувана в Лука през 1877. В нея той дава множество ценни сведения за природата и населението на посетените райони. Той първи обръща внимание на характерната растителност покрай реките в субекваториалните райони на Африка, която по-късно е наречена „галерийна гора“. Най-голям интерес за съвременниците представляват неговите съобщения за народа ням-ням (азанде), с който той първи от европейците се запознава и опровергава старите „приказки“ за „опашати хора“, и силно преувеличените представи за антропофагията (форма на канибализъм) у този народ.

### Експедиции в Еритрея и Етиопия (1871 – 1874)
През 1871 отново участва в експедиция на Орацио Антинори, този път в Еритрея и Етиопия, където изследват залива Асаб (12°55′ с. ш. 42°50′ и. д.) и о-вите Дахлак (15°40′ с. ш. 40°10′ и. д., 1000 км2) в югозападната част на Червено море и северната част на Етиопската планинска земя. Експедицията отново събира голямо количество зооложки колекции, които са предадени на музея и зоологическата градина във Флоренция.
През 1873 – 1874 самостоятелно изследва района на езерото Тана и островите на Червено море по крайбрежието на Еритрея.

### Експедиция в Уганда (1876)
През 1876 участва в експедицията на Ромоло Джеси, която изследва езерото Алберт. През май 1876, след като се отделя от Джеси, самостоятелно за шест дни изследва езерото Кьога. В резултат от неговото изследване се появява първата карта на езерото, която е определена като неточна.

## Следващи години (1877 – 1882)
През 1877 се завръща в Италия, но не за дълго. На следващата година той отново е в южната част на Етиопия. През следващите години продължава изследователската си дейност в южните части на Судан като началната точка винаги е Хартум. През 1880 е в плен на местни племена. Освободен е в края на 1881 и се връща се в Хартум, където умира на 17 януари 1882 на 55-годишна възраст.